# Aetheorhyncha
Aetheorhyncha je monotipski biljni rod iz porodice kaćunovki. Jedina je vrsta epifitna orhideja A. andreettae, iz vlažnih planinskih šuma Ekvadora. 
Raste na nadmorskim visinama od 800 do 1800 metara.

## Sinonim
- Chondrorhyncha andreettae Jenny